# Oecanthus longicauda
Oecanthus longicauda är en insektsart som beskrevs av Matsumura, S. 1904. Oecanthus longicauda ingår i släktet Oecanthus och familjen syrsor. Inga underarter finns listade i Catalogue of Life.

## Bildgalleri

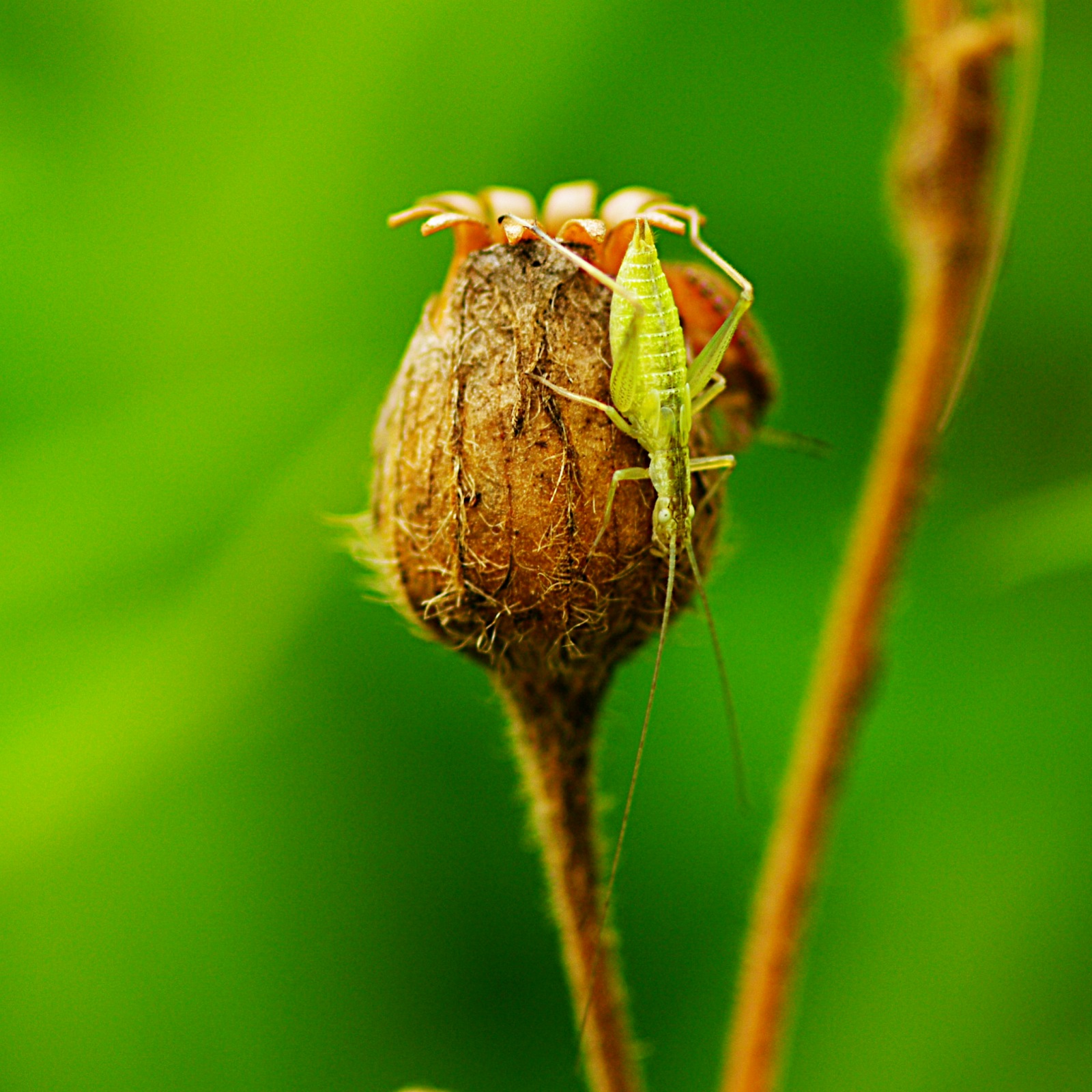